# Port lotniczy Tapachula
Port lotniczy Tapachula (IATA: TAP, ICAO: MMTP) – port lotniczy położony w Tapachula, w stanie Chiapas, w Meksyku.